# Hymedesmia australis
Hymedesmia australis är en svampdjursart som först beskrevs av Patricia R. Bergquist och Fromont 1988.  Hymedesmia australis ingår i släktet Hymedesmia och familjen Hymedesmiidae. Inga underarter finns listade i Catalogue of Life.